# Andreas Seyfarth
Andreas Seyfarth (Monaco di Baviera, 6 novembre 1962) è un autore di giochi tedesco.

## Ludografia parziale
- 1991 - Max und Moritz;
- 1992 - Spiel des Friedens;
- 1992 - Zorro;
- 1992 - Harry dreht alles um;
- 1994 - Manhattan;
- 1994 - Waldmeister;
- 2002 - Puerto Rico;
- 2004 - San Juan;
- 2006 - Thurn und Taxis (con la moglie Karen);
- 2007 - Airships;

## Premi
I giochi di Seyfart hanno vinto o sono stati nominati molte volte ai premi più prestigiosi tra i quali:
- Spiel des Jahres
  - 1994 - Manhattan: gioco dell'anno;
  - 2006 - Thurn und Taxis: gioco dell'anno;
  - 2002 - Puerto Rico: gioco nominato;

- Deutscher Spiele Preis
  - 1994 - Manhattan: 3º classificato;
  - 2002 - Puerto Rico: 1º classificato;
  - 2004 - San Juan: 2º classificato;
  - 2006 -  Thurn und Taxis: 2º classificato;

- International Gamers Award
  - 2003 - Puerto Rico: Miglior gioco di strategia;